# Hydrochorema
Hydrochorema is een geslacht van schietmotten van de familie Hydrobiosidae.

## Soorten
- H. crassicaudatum RJ Tillyard, 1924
- H. lyfordi JB Ward, 1997
- H. tenuicaudatum RJ Tillyard, 1924